# 량만길
량만길(梁萬吉, 1941년 4월 16일 ~ )은 조선민주주의인민공화국의 정치인이다. 평양직할시 인민위원회 위원장 겸 조선로동당 중앙위원회 위원이다. 조선-라오스 친선협회 위원장이다.

## 경력
1941년 4월 16일 일제강점기에 태어났다. 1990년 2월 국가계획위원회 행정조직국장을 거쳐 1993년 3월 황해북도 행정경제위원장에 임명되어 1994년 5월까지 역임했다. 1996년 2월 평양시 행정경제위원장을 맡았으며, 1998년 9월에는 평양시 인민위원회 위원장직에 올라, 2006년 6월 해임될 때까지 일했다. 2010년 7월부터 평양시 인민위원회 위원장직을 다시 맡았다. 2010년 9월, 조선로동당 중앙위원회 위원에 선임되었다. 2010년 11월부터 조선-라오스 친선협회 위원장직도 겸하고 있다.

## 최고인민회의 대의원
1998년 7월 최고인민회의 제10기 대의원으로 선출되었고, 2003년 제11기 대의원을 지냈다.

## 기타
2010년 조명록, 2011년 김정일 사망 당시에 국가장의위원회 위원을 맡았다.